# Vincenzo Costaguti
Vincenzo Costaguti (Chiavari, 1612 – Roma, 6 dicembre 1660) è stato un cardinale italiano.

## Biografia
Esponente della famiglia ligure dei Costaguti o Costaguta, figlio di Prospero Costaguti (Marchese di Sipicciano e Rocca Elvezia) e della prima moglie Paola Costa; già il padre Prospero ricoprì diversi incarichi istituzionali e governativi a Roma quali senatore, agente diplomatico per la Repubblica di Genova e governatore della Confraternita di San Giovanni de' Genovesi. La sua famiglia fu inoltre investita, nel 1645 da papa Innocenzo X, del titolo di marchesi di Spicciano in Toscana e signori di Roccalvecce presso Viterbo; proprio al futuro cardinale Vincenzo Costaguti si deve il restauro della locale chiesa parrocchiale presso il castello di Roccalvecce.
Dalla cittadella tigullina di Chiavari, dove fu dottore in diritto civile e canonico, si trasferì a Roma dove venne elevato da papa Urbano VIII al rango di cardinale nel concistoro del 13 luglio 1643: ottenne la diaconia di Santa Maria in Portico Octaviae (31 agosto); ricoprì in seguito la carica di segretario della Camera Apostolica. Partecipò al conclave del 1644, che elesse papa Innocenzo X, durante il cui pontificato fu nominato protonotario apostolico. Fu cardinale Legato a Urbino dal 1648 al 1651. Nel 1648 si adoperò per la costruzione di Villa Bell'Aspetto, presso Nettuno, conosciuta oggi come Villa Borghese o Villa Costaguti.
Fu poi nominato cardinale diacono di Sant'Angelo in Pescheria (23 settembre 1652) e poi di Santa Maria in Cosmedin (21 luglio 1653). Partecipò al conclave del 1655, che elesse papa Alessandro VII.
Le fonti storiche ricordano l'incontro, avvenuto a Roma nel dicembre del 1655, con la regina Cristina di Svezia, in cui instaurò profondi colloqui su materie storiche, matematiche e musicali a lui ben conosciute.
Fu nominato cardinale diacono di Sant'Eustachio (6 marzo 1656) e ottenne infine il titolo cardinalizio di San Callisto (19 luglio 1660).
Morì a Roma il 6 dicembre 1660. Fu sepolto nella cappella di famiglia della chiesa di San Carlo ai Catinari.